# Perumuchi
Perumuchi è una suddivisione dell'India, classificata come census town, di 8.140 abitanti, situata nel distretto di Vellore, nello stato federato del Tamil Nadu. In base al numero di abitanti la città rientra nella classe V (da 5.000 a 9.999 persone).

## Geografia fisica
La città è situata a 13° 03' 51 N e 79° 40' 28 E.

## Società

### Evoluzione demografica
Al censimento del 2001 la popolazione di Perumuchi assommava a 8.140 persone, delle quali 4.334 maschi e 3.806 femmine. I bambini di età inferiore o uguale ai sei anni assommavano a 1.221, dei quali 651 maschi e 570 femmine. Infine, coloro che erano in grado di saper almeno leggere e scrivere erano 6.322, dei quali 3.577 maschi e 2.745 femmine.